# 安塔班巴區
14°29′13″S 73°30′43″W / 14.48694°S 73.51194°W
安塔班巴區（西班牙語：Distrito de Antabamba），是秘魯的一個區，位於該國南部阿普里馬克大區的安塔班巴省，面積603.8平方公里，海拔高度3,636米，2005年人口3,343，人口密度每平方公里5.5人。